# Phyllota phylicoides
Phyllota phylicoides är en ärtväxtart som först beskrevs av Dc., och fick sitt nu gällande namn av George Bentham. Phyllota phylicoides ingår i släktet Phyllota och familjen ärtväxter. Inga underarter finns listade i Catalogue of Life.